# Through the Wire
Singles de Kanye West
Slow Jamz (en)
(2003)
Through the Wire est le premier single extrait du premier album de Kanye West The College Dropout (2004).
Kanye West écrit et enregistre la chanson avec une blessure à la mâchoire à la suite d'un accident de voiture en octobre 2002. La chanson s'inspire du single Through the Fire (en) (1985) de Chaka Khan.
Through the Wire parvient à la 15e place du Billboard Hot 100 et le single est nommée pour un Grammy Award en 2005 pour la meilleure performance rap en solo (en) (perdue face aux 99 Problems de Jay-Z).